# Chlamydiales
Die Chlamydiales sind eine Ordnung der Bakterien, die obligat intrazellulär sind, sich also nur innerhalb von eukaryoten Zellen vermehren können. Mit üblichen Nährmedien können sie daher auch nicht angezüchtet werden. Sie sind gram-negativ und können eine Vielzahl von Erkrankungen auslösen, die als Chlamydiosen bezeichnet werden. Chlamydia trachomatis ist der Erreger einer sexuell übertragbaren Erkrankung des Menschen, Chlamydophila pneumoniae verursacht Lungenentzündungen beim Menschen, Chlamydophila psittaci die Ornithose, Chlamydophila felis ist einer der Erreger des Katzenschnupfens und Chlamydia abortus führt zum seuchenhaften Verlammen bei Schafen und Ziegen.

## Entwicklungszyklus
Die Chlamydiales kommen in zwei Entwicklungsstadien vor. Die kleinen, stoffwechselinaktiven Formen werden als Elementarkörperchen bezeichnet und sind auch das ansteckende Stadium. Zur Vermehrung im Zellplasma bilden sich aus ihnen große, stoffwechselaktive Formen mit flexibler Wand. Diese nennt man Retikularkörperchen. Sie sind nicht ansteckend und vermehren sich innerhalb des Zellplasmas durch Zweiteilung. Der Entwicklungszyklus ist beendet, wenn sich die Retikularkörperchen wieder in Elementarkörperchen umwandeln. Diese können auch außerhalb von Zellen überleben, verlassen ihre Wirtszelle und dringen in andere Zellen ein.

## Arten
Ursprünglich gehörte zur Ordnung nur eine Familie, die Chlamydien (Chlamydiaceae). Nach neueren Untersuchungen wurden vier weitere Familien in die Ordnung eingruppiert. Sie haben eine 80 bis 90%ige Übereinstimmung in der 16S rRNA. Heute werden acht Familien zur Ordnung gerechnet:
- Clavichlamydiaceae
- Chlamydiaceae
- Cribblamydiaceae
- Parachlamydiaceae
- Piscichlamydiaceae
- Rhabdochlamydiaceae
- Simkaniaceae
- Waddliaceae